# Kundratice
Kundratice (in tedesco Kundratitz) è un comune ceco situato nel distretto di Žďár nad Sázavou, nella regione di Vysočina.